# 梅兹特利
梅兹特利也称梅斯特利（Meztli）或梅齐（Metzi），是阿兹特克神话中的月神，亦是夜晚的象征、农人的守护神。其身份或与约瓦尔蒂塞特尔、科约尔沙赫基两位月之女神以及另一位男性月神特克西斯特卡特尔等同，故其性别不明。他因太阳的火焰而惧怕太阳。
传说日月曾经同等明亮，而这种平等对于神来说是不合适的。故其中一位神祇向对面扔了一只兔子使其变得黯淡，后者便成为了今日的月亮。

## 相关名词
墨西加人 （Mexica）之名取自梅兹特利。